# E7 (mathématiques)
Pour les articles homonymes, voir E7.

En mathématiques, E7 est le nom d'un groupe de Lie complexe de type exceptionnel.  Son algèbre de Lie est notée {\displaystyle \textstyle {{\mathfrak {e}}_{7}}}.  E7 est de rang 7 et de dimension 133.  Le groupe fondamental de sa forme compacte est le groupe cyclique Z2.  sa représentation fondamentale est de dimension 56.
La forme compacte réelle de E7 est le groupe d'isométries d'une variété riemannienne de dimension 64 appelée plan projectif quateroctionique.  Ce nom vient du fait qu'il peut être construit en utilisant une algèbre qui est construite comme produit tensoriel des quaternions avec les octonions.  Ce type de construction est analysé en détail par Hans Freudenthal et Jacques Tits dans leur construction du carré magique (en).

## Algèbre

### Matrice de Cartan
{\displaystyle {\begin{pmatrix}2&-1&0&0&0&0&0\\-1&2&-1&0&0&0&0\\0&-1&2&-1&0&0&0\\0&0&-1&2&-1&0&-1\\0&0&0&-1&2&-1&0\\0&0&0&0&-1&2&0\\0&0&0&-1&0&0&2\end{pmatrix}}}
- (en) Cet article est partiellement ou en totalité issu de l’article de Wikipédia en anglais intitulé « E7 (mathematics) » (voir la liste des auteurs).